# 浙皖菅
浙皖菅（学名：Themeda unica），为禾本科菅属下的一个植物种。